# Godofredo V, Conde de Anjou
Godofredo V de Anjou, cognominado Plantageneta (24 de agosto de 1113 — Château-du-Loir, 7 de setembro de 1151), foi conde de Anjou e de Maine e duque da Normandia. Era filho do Conde Fulque V de Anjou e de Ermengarda, herdeira de Maine.

## Biografia
Sucedeu seu pai no Condado de Anjou em 1129, quando este se tornou rei de Jerusalém. Seu epíteto "Plantageneta" vem do francês plant genêt (planta giesta) e refere-se ao arbusto que escolheu como símbolo pessoal. Posteriormente a alcunha passou a designar toda uma dinastia de reis ingleses. Ele fundou a dinastia dos Plantagenetas, da qual faziam parte os reis Ricardo "Coração de Leão" e João "Sem-Terra".
Em 1128, Godofredo casou-se com Matilde, imperatriz viúva do Sacro Império e princesa herdeira de Inglaterra, filha do rei da Inglaterra e duque da Normandia Henrique I. A escolha da noiva, 11 anos mais velha, foi feita no âmbito das negociações de paz entre a Inglaterra (particularmente o Ducado da Normandia) e o Condado de Anjou. O casamento revelou-se tempestuoso mas gerou três filhos, e Henrique, o mais velho, tornou-se rei de Inglaterra.
Na morte de Henrique I de Inglaterra em 1135, Godofredo e Matilde foram ultrapassados na corrida ao trono de inglês pelo primo Estêvão de Blois, conde de Bolonha. A usurpação deu origem à guerra civil conhecida como a Anarquia que assolou Inglaterra entre 1135 e 1153.
Um dos motivos da rejeição de Matilde como soberana foi o próprio Godofredo que, por ser angevino, era detestado por todos os nobres normandos. O papel de Godofredo na guerra vivida em Inglaterra foi secundário. O exército de Anjou focou-se essencialmente na manutenção e conquista de praças no Ducado da Normandia, então uma possessão inglesa.
Mesmo quando Matilde precisou de reforços em Inglaterra, Godofredo sempre recusou-se a abandonar o projecto normando. Este pode ter sido um dos motivos pela longa duração do conflito, visto que, com a ajuda dos angevinos, Estevão de Blois poderia ter sido deposto mais depressa. No entanto, a posse da Normandia foi um dos factores que levaram à designação de Henrique Plantageneta como sucessor de Estevão. A ameaça constante de revoltas em Anjou pode ter sido também uma razão para Godofredo ter-se decidido a não intervir em Inglaterra, bem como a sua impopularidade neste país.
Godofredo de Anjou morreu em 1151 e encontra-se sepultado na catedral de Le Mans, em França.

## Relações familiares
Foi filho de Fulque V de Anjou (1092 – 13 de Novembro de 1143) e de Ermengarda (1069–26), filha de Helias do Maine, conde do Maine. Casou com Matilde de Inglaterra (7 de Fevereiro de 1102 – 10 de Setembro de 1169), filha de Henrique I de Inglaterra, rei de Inglaterra (1068 – 1 de Dezembro de 1135) e de Edite da Escócia (Santa Matilde) (1080 – 1 de Maio de 1118), de quem teve:
1. Henrique II de Inglaterra (5 de Março de 1133 – 6 de Julho de 1189) casado com Leonor da Aquitânia, Duquesa da Aquitânia (1 de Abril de 1122 – 31 de Março de 1204),
2. Godofredo VI de Anjou (1134–?), conde de Anjou e de Nantes,
3. Guilherme de Anjou (1135–?), conde de Poitou

Fora do casamento teve dois filhos naturais cujo nome das mães a história não regista:
1. Hamelino Plantageneta (1140–?), conde de Surrey casado com Isabel de Warenne, com quem teve quatro filhos
2. Ema Plantageneta (1130–?), foi casada com Dafydd ab Owain, príncipe de Venedócia, com quem teve um filho[1]